# Heinz van Teeseling
Heinrich Christoffel (Heinz) van Teeseling (Amsterdam, 30 november 1905 – Nijmegen, 15 december 1982)  was een Nederlandse glazenier, schilder en keramist.

## Leven en werk
Van Teeseling werd geboren als tweede zoon van Johannes Christoffel van Teeseling (1883-1949) en Christina Geertruida Danz (1884-1979). Vader Van Teeseling was vertegenwoordiger in Amsterdam. Het gezin verhuisde in 1925 naar Nijmegen, waar hij boekhandelaar werd en de Vlaamsche Boekenhalle dreef. Van Teeseling trouwde met Helena Margaretha Caecilia van Pinxteren (1918-2002).
Van Teeseling leerde het kunstenaarsvak in de praktijk, onder meer in het glas-in-loodatelier van E.M. van Bilderbeek in Nijmegen. Hij maakte glas-in-loodramen voor kerken, bedrijven en particulieren. Hij maakte daarnaast tegeltableaus. Van Teeseling was lid van de Gemeenschap Beeldende Kunstenaars Nijmegen, dat vanaf 1956 het Besiendershuys gebruikte voor tentoonstellingen. Het pand werd bewoond door Van Teeseling en vanaf 1961 door zijn jongere broer, de beeldhouwer Ed van Teeseling (1924-2008). In 1958 werd hij leraar aan de Nijmeegse Vrije Academie.
De kunstenaar overleed op 77-jarige leeftijd.

## Werken (selectie)
- Glas-in-loodramen over het leven van de H. Damianus (ca. 1950) voor de Cosmas en Damianuskerk in Groesbeek
- Glas-in-loodraam ter herinnering aan de familie Kolff (1957) in het Besiendershuys
- Drie glas-in-loodramen boven de entree van de Splendorfabriek in Nijmegen